# ヨハン・ハインリヒ・フォン・ルクセンブルク
ヨハン・ハインリヒ・フォン・ルクセンブルク（Johann Heinrich von Luxemburg, 1322年2月12日 - 1375年11月12日）は、ルクセンブルク家のボヘミア王ヨハンと最初の妃エリシュカの次男。神聖ローマ皇帝カール4世の弟、ルクセンブルク公兼ブラバント公ヴェンツェル1世の兄。チロル伯（在位：1335年 - 1341年）、モラヴィア辺境伯（1349年 - 1375年）。チェコ語名はヤン・インジフ（Jan Jindřich）

## 生涯
父ヨハンの即位によりボヘミア王位を追われたケルンテン公ハインリヒ6世が1335年に死去し、ゲルツ家の男系男子が絶えると、遺領を巡ってルクセンブルク家、ヴィッテルスバッハ家、ハプスブルク家の間で争いが起こった。ヨハン・ハインリヒは、ハインリヒ6世の娘で相続人である「マウルタッシュ」（醜女）ことマルガレーテと1330年に結婚しており、遺領のうちチロル伯領を得た。しかし、神聖ローマ皇帝ルートヴィヒ4世の画策により、父王ヨハンとルートヴィヒの間で戦争になりかけたが、1336年10月9日に和約が成立し、ルクセンブルク家はケルンテン公国の相続を放棄することと引き換えに、ヨハン・ハインリヒがチロルを相続することと決まった。しかしルートヴィヒは諦めず、マルガレーテとチロル貴族が結んで1341年、ヨハンはチロルを追放された。その後マルガレーテはルートヴィヒ4世の長男・ブランデンブルク辺境伯ルートヴィヒ2世と再婚、マインハルトを生んだが、ルクセンブルク家と帝国諸侯が反発、ルートヴィヒ4世が廃位されてヨハン・ハインリヒの兄・カール4世が対立王に擁立されるきっかけになる。
ボヘミアへ戻った後、ヨハン・ハインリヒは兄からモラヴィア辺境伯の位を授けられた。また、1349年にオパヴァ＝ラチブシュ公ミクラーシュ2世の娘マルガレーテと再婚し、6子をもうけた。
- ヨープスト（1351年 - 1411年） - カール4世の次男ジギスムントの対立王
- カタリーナ（1352年 - 1378年） - ハインリヒ・フォン・ファルケンベルクと結婚
- ヨハン（1352年 - 1394年） - リトミシュル司教
- プロコプ（1355年頃 - 1405年） - モラヴィア辺境伯
- エリーザベト（1355年以降 - 1400年） - マイセン辺境伯ヴィルヘルム1世と結婚
- アンナ（? - 1405年以前） - ペーター・フォン・スターンベルクと結婚

1363年のマルガレーテの死後、翌1364年にオーストリア公アルブレヒト2世の娘マルガレーテと再婚したが、子はなかった。